# Lee Reyes
Lee Reyes es un actor y artista marcial estadounidense nacido en San José de California, su hermano es el actor Ernie Reyes, Jr. y su padre Ernie Reyes Sr., también actor y practicante de taekwondo. Lee es uno de los más experto en diversos estilos de artes marciales en la que destacó como campeón en taekwondo, que tuvo como instructor a Billy Blanks, así también en boxeo y en Muay Thai, en este último su instructor fue Saekson Janjira. Su maestro en boxeo fue Jeff Langton. 

## Filmografía
- Red Canvas
- Mind Polish: Master Hubbard's Special Reserve
- Secret of the Horse
- The Process aka The Ultimate Fight
- American Ninja V
- One Inch Punch